# Mark Day (montatore)
Mark Day (Londra, 22 febbraio 1961) è un montatore britannico.
Ha vinto il premio della British Academy of Film and Television Arts. Ha collaborato con il regista David Yates nei film drammatici Sex Traffic, State of Play e La ragazza nel caffè (The Girl in the Café) e ha collaborato a più di trenta film per la televisione. Con Yates ha anche lavorato su alcuni film della serie cinematografica di Harry Potter tra cui Harry Potter e l'Ordine della Fenice, Harry Potter e il principe mezzosangue, Harry Potter e i Doni della Morte - Parte 1 e Harry Potter e i Doni della Morte - Parte 2.

## Filmografia parziale
- La teoria del volo (The Theory of Flight), regia di Paul Greengrass (1998)
- Harry Potter e l'Ordine della Fenice (Harry Potter and the Order of the Phoenix), regia di David Yates (2007)
- Harry Potter e il principe mezzosangue (Harry Potter and the Half Blood Prince), regia di David Yates (2009)
- Harry Potter e i Doni della Morte - Parte 1 (Harry Potter and the Deathly Hallows - Part 1), regia di David Yates (2010)
- Harry Potter e i Doni della Morte - Parte 2 (Harry Potter and the Deathly Hallows - Part 2), regia di David Yates (2011)
- La regola del silenzio - The Company You Keep (The Company You Keep), regia di Robert Redford (2012)
- Questione di tempo (About Time), regia di Richard Curtis (2013)
- Ex Machina, regia di Alex Garland (2015)
- The Legend of Tarzan, regia di David Yates (2016)
- Animali fantastici e dove trovarli (Fantastic Beasts and Where to Find Them), regia di David Yates (2016)
- Animali fantastici - I crimini di Grindelwald (Fantastic Beasts: The Crimes of Grindelwald), regia di David Yates (2018)
- Kin, regia di Jonathan e Josh Baker (2018)
- Downton Abbey, regia di Michael Engler (2019)
- Made in Italy, regia di James D'Arcy (2020)
- Animali fantastici - I segreti di Silente (Fantastic Beasts: The Secrets of Dumbledore), regia di David Yates (2022)